# شلين (مقاطعة غيلانغرب)
شلين (بالفارسية: شلین) هي قرية تقع في قسم ديره الريفي في إيران. يقدر عدد سكانها بـ 225 نسمة بحسب إحصاء 2016.